# Bâtiment de la vieille mehana de Miroslav Životić à Orljevo
Le bâtiment de la vieille mehana de Miroslav Životić à Orljevo (en serbe cyrillique : Зграда старе механе Мирослава Животића у Орљеву ; en serbe latin : Zgrada stare mehane Miroslava Životića u Orljevu) se trouve à Orljevo, dans la municipalité de Petrovac na Mlavi et dans le district de Braničevo, en Serbie. Il est inscrit sur la liste des monuments culturels protégés de la république de Serbie (identifiant no SK 708).

## Présentation
La vieille mehana, est située au centre du village, sur la route principale qui traverse la localité ; elle a été construite au milieu du XIXe siècle.
Elle est constituée d'un simple rez-de-chaussée avec une cave enterrée dans sa partie sud et un porche-galerie dans sa partie ouest ; ce porche ouvert est doté d'arcades pseudo-moraviennes. Par ses dimensions et par la répartition fonctionnelle de l'espace, elle fait partie des bâtiments à usage à la fois résidentiel et commercial. De plan rectangulaire, elle mesure 19,70 m sur 13,35. Les murs sont construits selon la technique des colombages et le toit à quatre pans est recouvert de tuiles. Avec le temps, l'édifice a connu certaines modifications ; tous les murs porteurs extérieurs ont été abattus en 1947 et reconstruits en briques cuites et en mortier, recouverts de boue et blanchis.
L'espace intérieur est divisé en trois parties, sur le modèle de la maison serbe à trois pièces. Ces trois unités sont séparées par de longs couloirs ; dans la partie centrale se trouve une auberge, une cuisine et un grenier ; au nord se trouvent une boulangerie et une chambre et, au sud, l'espace de séjour des propriétaires et une chambre au-dessus de l'entrée de la cave. Dans la salle de l'auberge se trouvait un foyer fermé en briques. Presque rien n'a été conservé du vieux mobilier de la kafana.
La mehana a fonctionné jusqu'à la Seconde Guerre mondiale puis elle a été pour une part transformée en moulin et, pour une autre part, en magasin. Aujourd'hui, le bâtiment, laissé à l'abandon, est en mauvais état et ruiné.

### Note
1. ↑  Une mehana est une sorte d'auberge et de taverne.